# Хирурговые
Хиру́рговые (лат. Acanthuridae) — семейство морских лучепёрых рыб отряда хирургообразных (Acanthuriformes), обитающих в тропических водах и субтропических водах (кроме Средиземного моря).
Большинство видов длиной от 15 до 40 см, но есть виды и до 1 м. Тело высокое, сильно уплощенное с боков. Глаза посажены высоко; рот маленький, с одним рядом зубов, приспособленных для питания водорослями.
Отличительной особенностью семейства являются видоизменённые скальпелеобразные чешуйки-шипы, по одной или более с каждого края хвоста: опасно острые и могут серьёзно ранить при небрежном обращении с рыбой. Спинной, анальный и хвостовой плавники большие, простираются на большую часть длины тела.

## Классификация

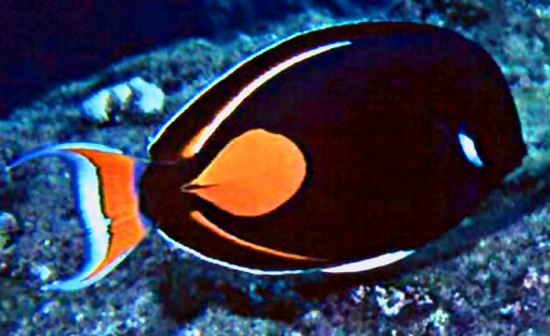
Acanthurus achilles

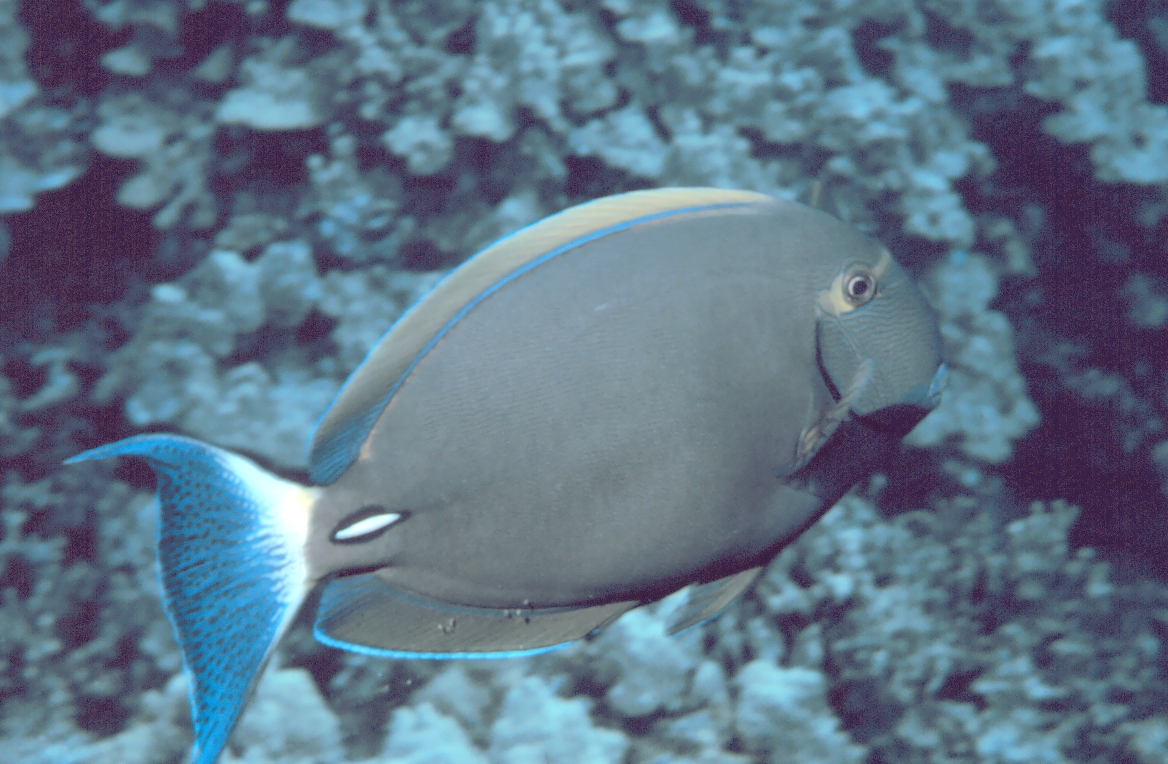
Acanthurus leucosternon

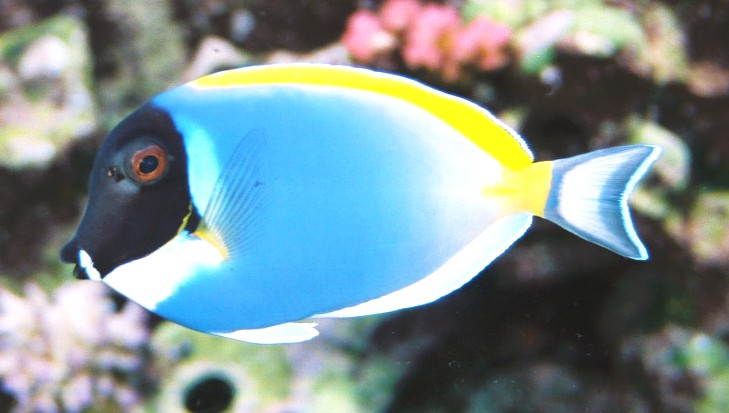
Acanthurus leucosternon

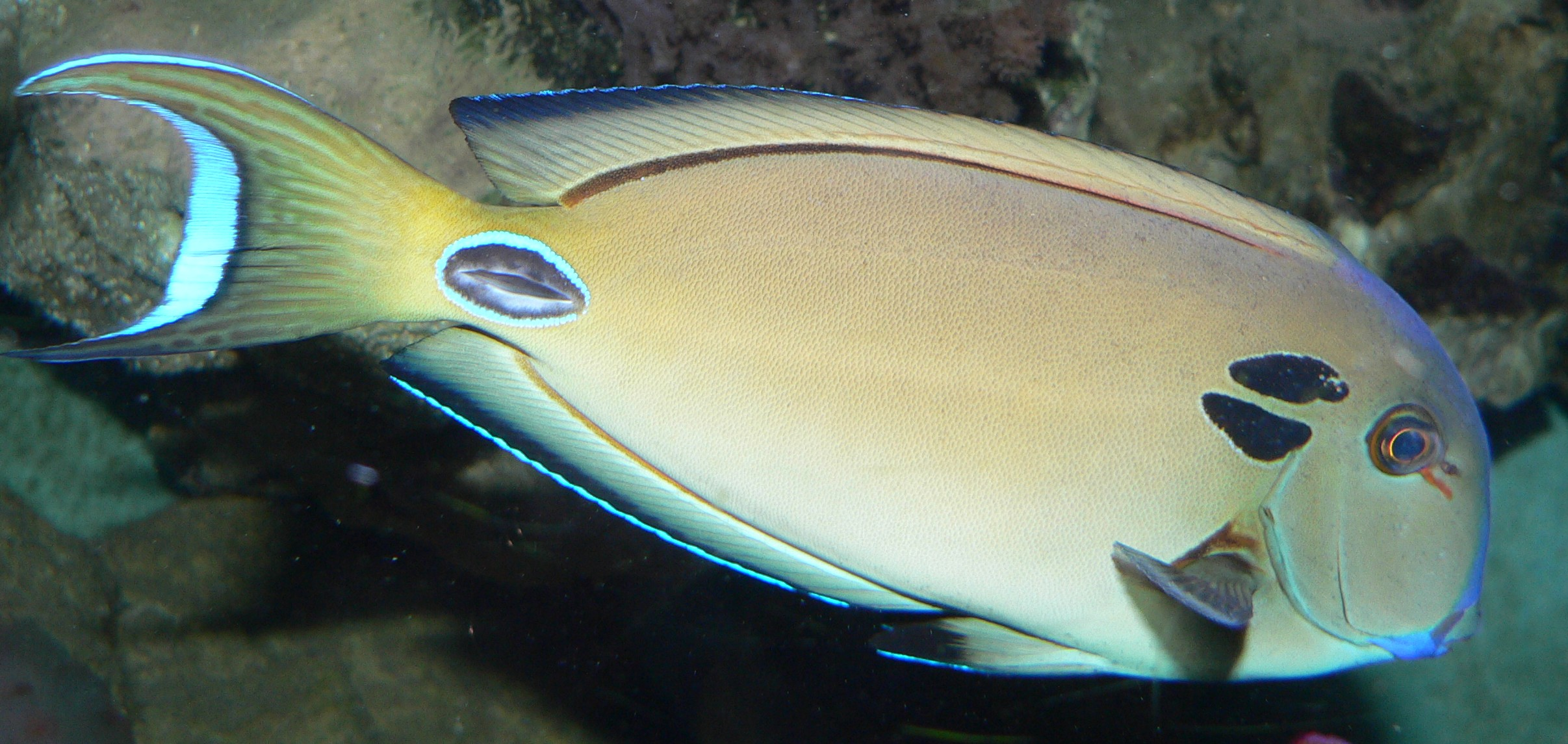
Acanthurus tennenti

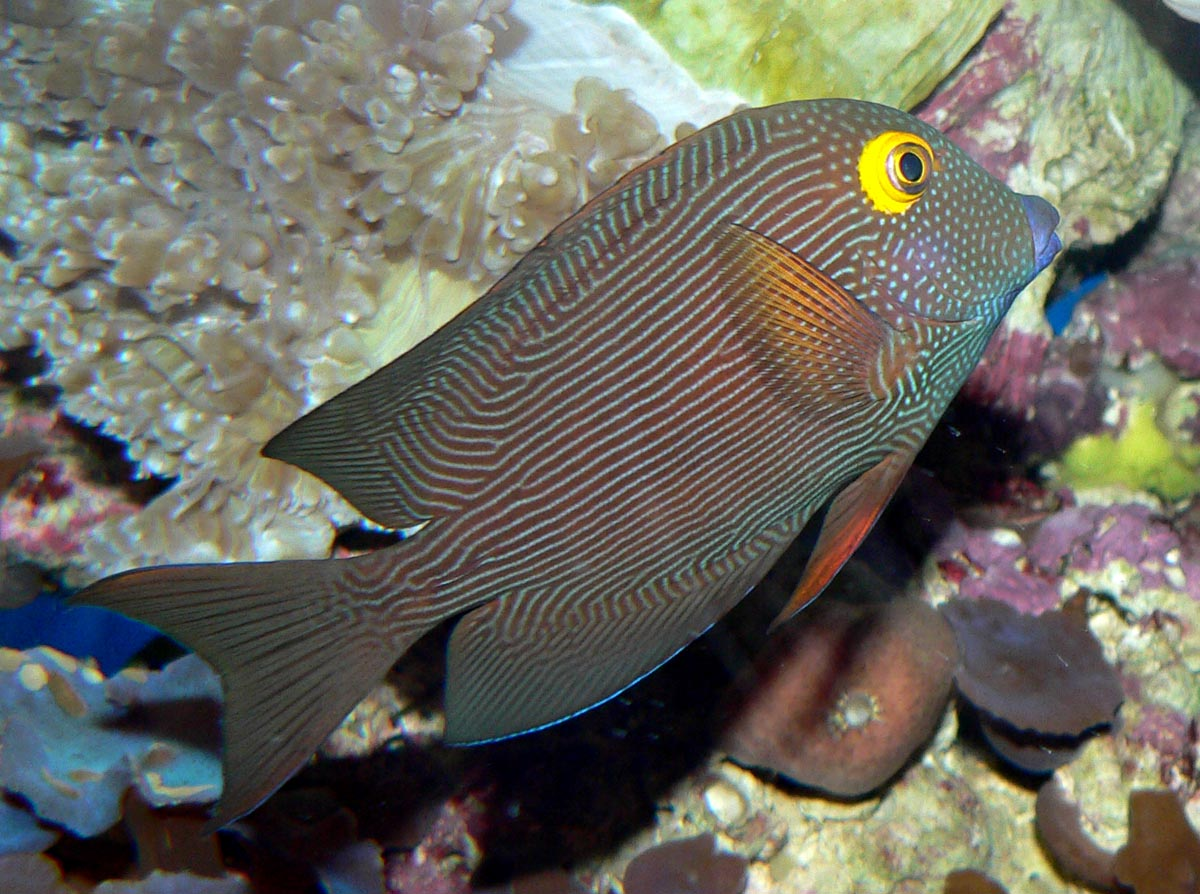
Ctenochaetus strigosus

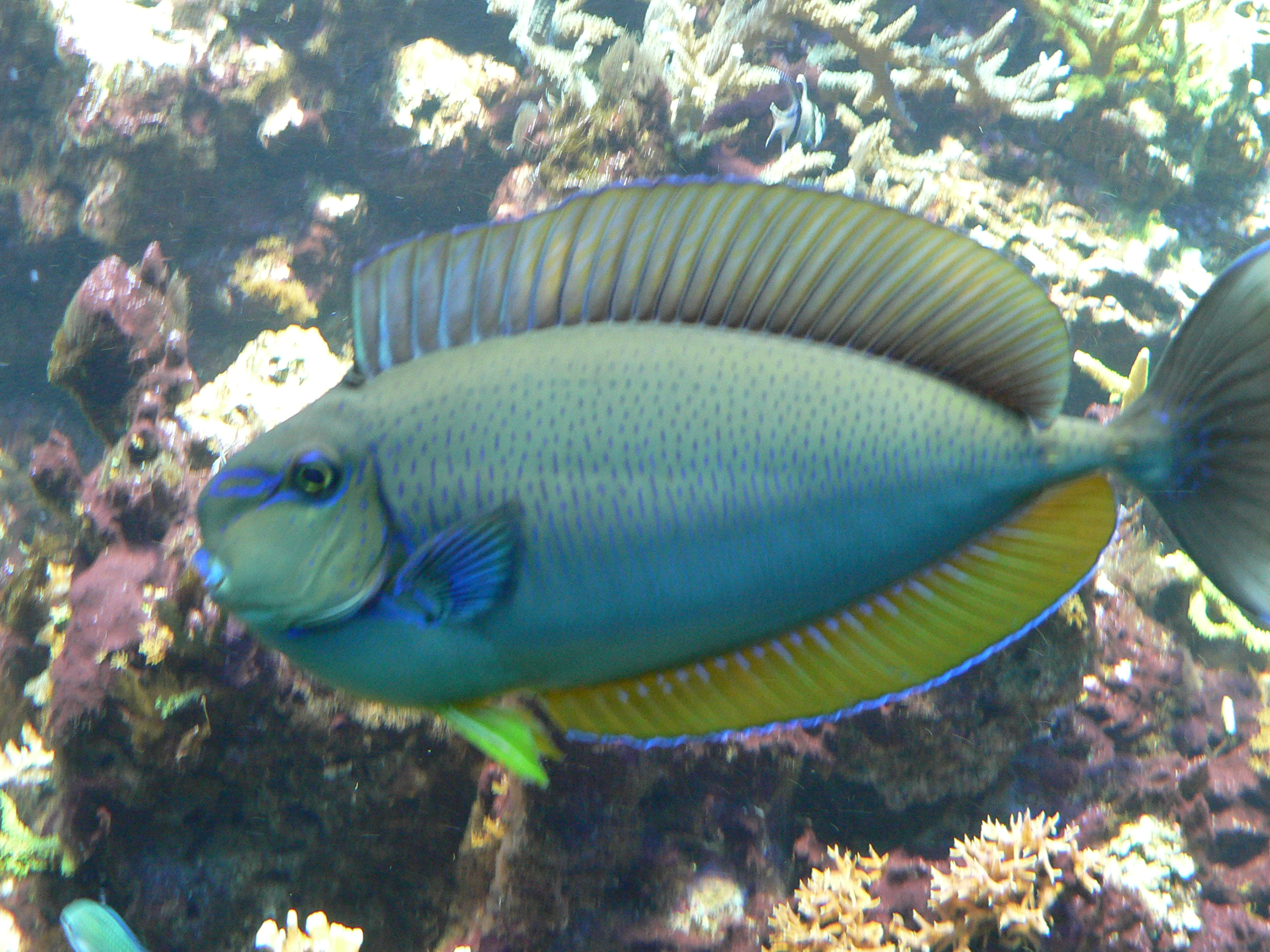
Naso lopezi

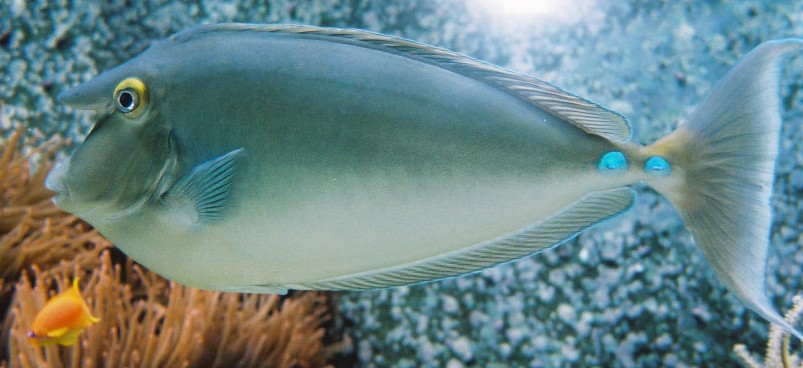
Naso unicornis

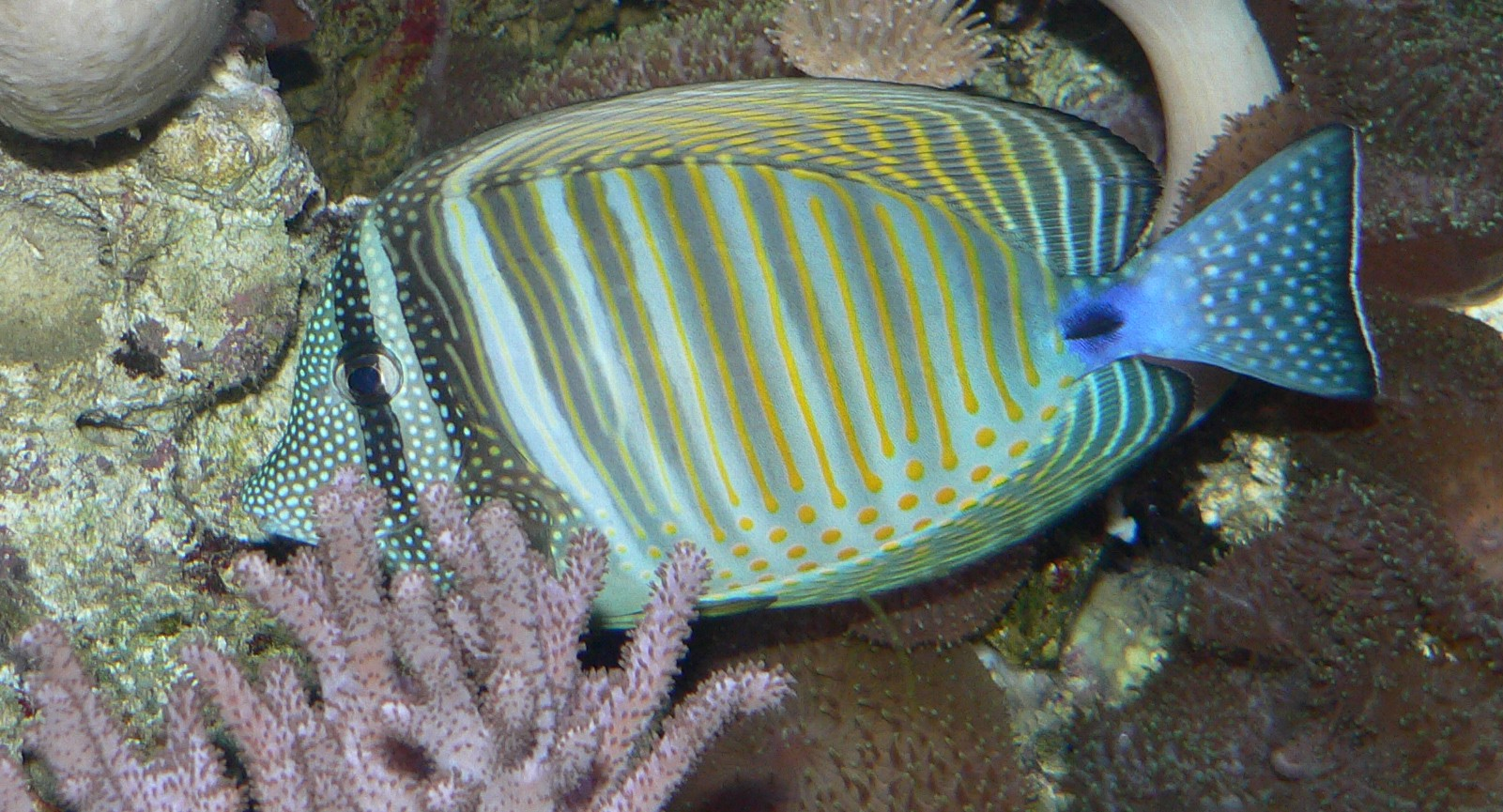
Zebrasoma desjardinii

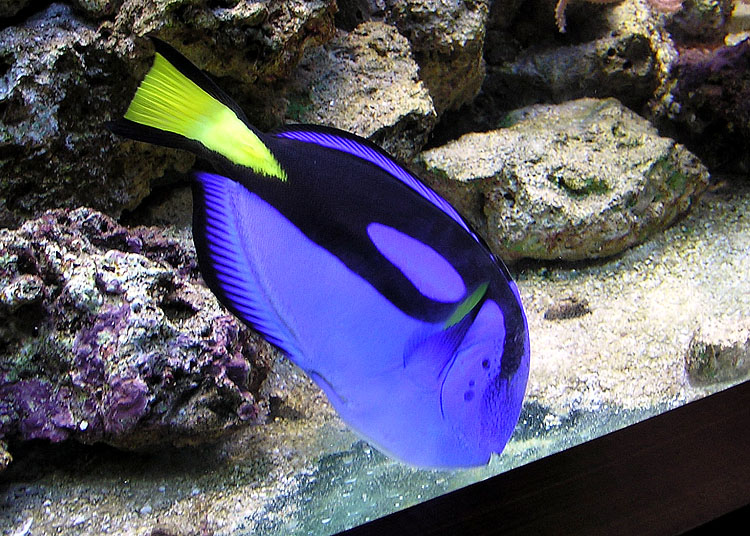
Paracanthurus hepatus

Семейство насчитывает 6 родов и 82 вида:
- Подсемейство Nasinae
  - Род Naso — Настоящие носачи
    - Naso annulatus
    - Naso brachycentron
    - Naso brevirostris
    - Naso caeruleacauda
    - Naso caesius
    - Naso elegans
    - Naso fageni
    - Naso hexacanthus
    - Naso lituratus
    - Naso lopezi
    - Naso maculatus
    - Naso mcdadei
    - Naso minor
    - Naso reticulatus
    - Naso tergus
    - Naso thynnoides
    - Naso tonganus
    - Naso tuberosus
    - Naso unicornis — Однорогая рыба-носорог, или настоящий носач
    - Naso vlamingii
- Подсемейство Acanthurinae
  - Триба Prionurini
    - Род Prionurus — Прионуры
      - Prionurus biafraensis
      - Prionurus chrysurus
      - Prionurus laticlavius
      - Prionurus maculatus
      - Prionurus microlepidotus — Мелкочешуйный носач
      - Prionurus punctatus
      - Prionurus scalprum

  - Триба Zebrasomini
    - Род Paracanthurus — Флаговые хирурги
      - Paracanthurus hepatus — Голубой хирург, или флаговый хирург

    - Род Zebrasoma — Зебрасомы
      - Zebrasoma desjardinii
      - Zebrasoma flavescens
      - Zebrasoma gemmatum
      - Zebrasoma rostratum
      - Zebrasoma scopas
      - Zebrasoma veliferum — Чернополосая зебрасома, или парусная зебрасома
      - Zebrasoma xanthurum

  - Триба Acanthurini
    - Род Acanthurus — Рыбы-хирурги
      - Acanthurus achilles
      - Acanthurus albipectoralis
      - Acanthurus auranticavus
      - Acanthurus bahianus
      - Acanthurus bariene
      - Acanthurus blochii
      - Acanthurus chirurgus — Обыкновенная рыба-хирург, или обыкновенный хирург
      - Acanthurus chronixis
      - Acanthurus coeruleus
      - Acanthurus dussumieri
      - Acanthurus fowleri
      - Acanthurus gahhm
      - Acanthurus grammoptilus
      - Acanthurus guttatus
      - Acanthurus japonicus
      - Acanthurus leucocheilus
      - Acanthurus leucopareius
      - Acanthurus leucosternon — Белогрудый хирург
      - Acanthurus lineatus — Полосатый хирург
      - Acanthurus maculiceps
      - Acanthurus mata
      - Acanthurus monroviae — Западноафриканский хирург
      - Acanthurus nigricans
      - Acanthurus nigricauda
      - Acanthurus nigrofuscus
      - Acanthurus nigroris
      - Acanthurus nubilus
      - Acanthurus olivaceus — Оливковый хирург
      - Acanthurus polyzona
      - Acanthurus pyroferus
      - Acanthurus randalli
      - Acanthurus reversus
      - Acanthurus sohal — Арабский хирург
      - Acanthurus tennentii
      - Acanthurus thompsoni
      - Acanthurus triostegus
      - Acanthurus tristis
      - Acanthurus xanthopterus

    - Род Ctenochaetus — Ктенохеты
      - Ctenochaetus binotatus
      - Ctenochaetus cyanocheilus
      - Ctenochaetus flavicauda
      - Ctenochaetus hawaiiensis
      - Ctenochaetus marginatus
      - Ctenochaetus striatus — Полосатый ктенохет
      - Ctenochaetus strigosus
      - Ctenochaetus tominiensis
      - Ctenochaetus truncatus